# هاینتس ریشتر
هاینتس ریشتر (انگلیسی: Heinz Richter؛ زادهٔ ۲۴ ژوئیهٔ ۱۹۴۷) دوچرخه‌سوار اهل آلمان است.
وی در مسابقات کشوری و بین‌المللی در مجموع برندهٔ ۱ مدال نقره شده‌است.